# Egzorcizam Emily Rose
Egzorcizam Emily Rose (eng. The Exorcism of Emily Rose) je američki horor film iz 2005. godine, kojeg je režirao Scott Derrickson. Film je temeljen na istinitoj priči o Annaliese Michel, mladoj katolkinji iz Njemačke, koja je umrla 1976. godine, nakon pokušaja liječenja njene opsjednutosti uporabom psihotropskih lijekova. Također, bitno je napomenuti i činjenicu da je na njen zahtjev, nad njom izvršen egzorcizam, koji je bio odobren od strane crkve. Prema presudi suda, njena smrt je uzrokovana medicinskim zanemarivanjem i to od strane svećenika, koji je bio zadužen starati se o njoj. Priča o njenom kratkom životu, koja se uglavnom vrti oko čvrste vjere i njene iscrpljujuće borbe s nečim što se čini da bi moglo predstavljati nadnaravne sile, je poslužilo kao temelj za ovaj horor. Scenarij filma su napisali Scott Derrickson i Paul Harris Boardman.

## Radnja
Iznimno rijetkom odlukom Katolička crkva je službeno priznala demonsku opsjednutost devetnaestogodišnje brucošice. Pričom kroz sjećanja, Egzorcizam Emily Rose pripovijeda o suđenju svećeniku optuženom za nemar, koji je rezultirao smrću djevojke za koju se pretpostavljalo da je opsjednuta i odvjetnici koja je na sebe preuzela teret njegove obrane. 
Odvjetnica Erin Bruner (Laura Linney) ulazi u sukob s crkvom kao i s državom, u pokušaju da obrani svog klijenta, oca Richarda Moorea (Tom Wilkinson), svećenika koji je izveo egzorcizam na mladoj djevojci, Emily Rose (Jennifer Carpenter). Brunerova se mora boriti s javnim tužiteljem, kao i sa svojom usamljenošću, koju otkriva nakon što shvati da ju njena dosadašnja karijera nije uspjela ispuniti. Ona preuzima slučaj, iako pomalo nevoljko. Naime, ona prihvaća ovaj slučaj samo zato što vjeruje kako će ju on uspjeti izdići do položaja starijeg partnera, u tvrtci u kojoj ona radi. Nadalje, svećenik optužen za smrt mlade djevojke pristaje na to da ga Erin Bruner brani tek nakon što mu ona obeća da će dobiti svoju priliku da ispriča priču o Emily. 
Suđenje počinje pozivanjem nekoliko medicinskih stručnjaka od strane tužitelja, Ethana Thomasa (Campbell Scott). Jedan od stručnjaka je posvjedočio da je Emily patila i od epilepsije i od psihoze. Svećenikova obrana ustvrđuje kako je Emily možda stvarno i bila opsjednuta, iako je odvjetnica Bruner bila dovoljno pažljiva da to nikada izravno nije izgovorila. Uistinu, Brunerova objašnjava kako je Emily patila od nečega što niti medicina niti psihologija ne mogu objasniti. Nadalje, ona objašnjava kako su otac Moore, kao i njena obitelj prepoznali to da njoj ni medicina ni psihologija ne mogu pomoći, te da su joj upravo zbog toga pokušali pomoći na drugi način. Nakon prethodno spomenutog, slijedi nekoliko povrata u prošlost, koji pokazuju kako je sve to započelo.
Sama u sobi svog studentskog doma, jedne noći, u 3 sata ujutro, ona je osjetila miris neobične paljevine, koji je dopirao iz hodnika. Nakon što je otišla provjeriti odakle dopire miris, ona se susrela s naizgled podivljalim vratima, koja su se sama od sebe otvarala izatvarala. Potom, nakon što se vratila nazad u svoju sobu, ona primjećuje kako se posuda s kemijskim olovkama pomiče sama od sebe. Uz sve već prethodno spomenuto i njen pokrivač se odmotava s nje, nakon čega je primjetno kako ju nekakva nevidljiva sila velikom težinom pritišće prema dolje. Također, primjetno je kako je ta ista sila guši i trenutno zaposjeda. Tijekom tih napada Emily se pitala, događa li joj se to uistinu ili je sve to samo plod njene mašte. Nadalje, nakon što proživi još nekoliko "vizija", Emily biva hospitalizirana, nakon čega joj je dijagosticirana epilepsija. Nakon toga ona, za sprječavanje tih "napada", dobiva lijekove, lijekove za koje sama tvrdi da ne djeluju.
Njene "vizije" se nastavljaju, kao i njeno teško tjelesno propadanje. 
Nadalje, slijedom nesretnih događaja, ona napušta svoje školovanje i vraća se živjeti kod svojih roditelja. Njeni roditelji i ona ubrzo postaju uvjereni, kako ona nema niti epilepsiju niti ikakvu mentalnu bolest. Oni naime postaju uvjereni kako je ona opsjednuta demonima. Potom, oni traže od svog mjesnog župnika da nad Emily izvede obred egzorcizma, obred kojem i sama crkva daje svoj blagoslov. U međuvremenu, vraćamo se u sudnicu u kojoj tužitelj tvrdi kako bi svi ti događaji mogli biti objašnjeni kao kombinacija epilepsije (tjelesno propadanje) i psihoze (vizije).
U međuvremenu, odvjetnica Bruner počinje proživljavati neobične događaje u svome stanu, u 3 sata u jutro, događaje koji uključuju neobične mirise i zvukove. Nakon toga, otac Moore ju upozorava kako su je demoni možda označili kao metu, zbog toga što postoji mogućnost da ih razotkrije u javnosti. Kasnije u filmu, otac Moore objašnjava kako su 3 sata ujutro, zapravo vrijeme zlih sila, tj. vrijeme koje zle sile koriste da bi ismijavali Sveto Trojstvo. Ovdje je vrlo važno napomenuti kako se 3 sata poslijepodne tradicionalno uzimaju kao vrijeme u kojem je Isus umro.
Uvidjevši kako tužitelj izgrađuje svoju tužbu na poprilično čvrstom medicinskom objašnjenju, odvjetnica Bruner odlučuje pokušati dokazati da je Emily uistinu bila opsjednuta. Ona, kao svjedoka, poziva antropologinju, dr. Sadiru Adani, kako bi posvjedočila o vjerovanjima brojnih kultura u duhovnu opsjednutost.
Medicinski doktor, koji je bio prisutan tijekom egzorcizma, iznosi u javnost audio zapis na kojem se nalazi snimka egzorcizma. Nakon toga, on biva pozvan da posvjedoči o tome pred sudom. Kaseta se potom pušta na sudu, pri čemu se u filmu slikom vraćamo nazad na egzorcizam. 
Egzorcizam je bio izvođen na Noć Vještica i to jer je otac Moore vjerovao kako će tijekom te noći biti lakše iz nje izvući demone. Te noći s Emily u sobi su bili: njen otac, dečko i svećenik. Emily je te noći bila zavezana za krevet. Tijekom samog obreda svećenik je koristio Svetu vodu i razne riječi iz Rituale Romanica. Nakon što je prošlo neko vrijeme u kojem se izvodio obred, Emily ili bolje rečeno ono što se nalazilo u njoj počelo je pričati raznim jezicima, uključujući latinski, njemački, drevni grčki, hebrejski i aramejski. Nakon prethodno spomenutog, slijedi scena u kojoj nekoliko mačaka utrčava u sobu u kojoj potom skaču na svećenika, kojega tim činom i ruše. Emily, potom, kida svoje okove, nakon čega iskače kroz prozor i utrčava u staju. Oni (svećenik, njen otac i dečko) ju slijede ondje. Unutar staje, oni bivaju izloženi dodatnim natprirodnim fenomenima, kao što su neprirodni nailasci vjetra i demonski vriskovi i glasovi. Nadalje, demon unutar Emily se odbija predstaviti, unatoč činjenici što to od njega nekoliko puta traži otac Moore. Tek nakon brojnih zahtjeva oca Moorea, demon otkriva tek da ondje nije jedan demon već njih šest. Potom se oni na vrlo dramatičan način, jedan za drugim, predstavljaju, pri čemu dvojnim glasovima izgovaraju svoja imena. Oni se predstavljaju kao demoni koji su zaposjeli Kaina, Nerona, Judu Iskariotskog i jedan od bezbrojnih demona Legiona. Potom se dva preostala demona izravno predstavljaju kao Belial i Lucifer. 
Slika filma se vraća u prostoriju sudnice. Svećenik ondje progovara, kako je poslije ovih događaja, Emily odbijala dodatni obred egzorcizma, kao i uzimanje lijekova protiv psihoze, te da je time zapravo prihvatila svoju sudbinu. Nekoliko tjedana poslije, Emily je umrla. Tužitelj, međutim, njeno pričanje različitim jezicima objašnjava time da je ona mogla proučiti katolički Katekizam i iz njega naučiti drevne jezike a što se tiče njemačkog jezika, njega je učila u srednjoj školi. Svećenik priznaje kako je moguće da je te sve jezike ona sama naučila.
Odvjetnica Bruner, potom, želi kao svjedoka na sudu pozvati prethodno spominjanog liječnika, no on se na sudu ne pojavljuje. Nedugo nakon što je postalo jasno kako on kasni, odnosno da se neće pojaviti na sudu na vrijeme, ona (odvjetnica Bruner) izlazi iz zgrade suda na ulicu, gdje ga i susreće.  Ondje joj on govori kako više nije voljan pojaviti se pred sudom, ali da vjeruje u postojanje demona. No, prije nego što bilo što uspije objasniti, udara ga automobil, koji ga na mjestu ubija. Kasnije te večeri, Brunerici njen šef govori kako je ona upropastila cijelo suđenje, uz što joj još napominje da će, ako ponovno pozove oca Moorea kao svjedoka, dobiti otkaz.   
Unatoč svemu, Brunerica sljedećeg dana ipak ponovno poziva oca Moorea da svjedoči. Ondje on čita pismo koje mu je Emily napisala prije nego što je umrla. U njemu Emily opisuje viziju koju je proživjela u jutro poslije egzorcizma. U njoj (viziji), ona potpuno zdrava izlazi iz kuće i uočava Djevicu Mariju, koja joj, potom, govori kako unatoč tome što ju demoni ne žele napustiti, ona može napustiti svoje tijelo i time prekinuti svoju patnju. Ipak, privid nastavlja govoriti da će, ako se ipak odluči vratiti u svoje tijelo, pomoći na taj način dokazati svijetu kako su i Bog i Vrag stvarni. Nakon što je sve to čula, ona se ipak odlučuje vratiti u svoje tijelo. Emily pismo zaključuje izjavljujući: "Ljudi kažu da je Bog mrtav, ali kako će to uopće moći pomisliti, ako im ja pokažem Vraga?" Ubrzo potom, ona zadobiva stigme, za koje svećenik vjeruje da su znakovi božje ljubavi prema njoj, no tužitelj na to odgovara objašnjenjem da je te rane mogla zadobiti od bodljikave žice, koja se nalazi na njihovom imanju.
Otac Moore je naposljetku proglašen krivim. Ipak, na preporuku porote, sutkinja pristaje osuditi ga na već provedeno vrijeme u pritvoru. 
Na samom kraju filma, odvjetnici Bruner je ponuđeno partnerstvo u tvrtci u kojoj je radila, partnerstvo koje je ona odbila. Nakon toga, ona se potpuno povukla iz odvjetničkih voda. Naposljetku filma, ona zajedno s ocem Mooreom odlazi na Emilyn grob, na kojem je on dao uklesati citat, koji mu je ona izrekla dan prije svoje smrti. Citat je glasio: "Zaslužite svoj spas kroz strah i drhtanje."

## Uloge
- Jennifer Carpenter kao Emily Rose
- Laura Linney kao Erin Christine Bruner
- Tom Wilkinson kao otac Richard Moore
- Campbell Scott kao Ethan Thomas
- Duncan Fraser kao Dr. Cartwright
- Shohreh Aghdashloo kao Dr. Sadira Adani
- Ken Welsh kao Dr. Mueller
- Mary Black kao Dr. Vogel
- Henry Czerny kao Dr. Briggs
- J. R. Bourne kao Ray
- Joshua Close kao Jason
- Colm Feore kao Karl Gunderson
- Mary Beth Hurt kao sutkinja Brewster
- Andrew Wheeler kao Nathaniel Rose
- Marilyn Norry kao Maria Rose
- Katie Keating kao Alice Rose

## Zarada
Do 18. srpnja 2006. godine, film je na svjetskoj razini ostvario zaradu od 144,166,820 američkih dolara.

## Nagrade i nominacije
Nagrada Saturn za 2005.
- Nagrade: najbolji horor
- Nominacije: najbolja glumica Laura Linney; najbolja sporedna glumica Jennifer Carpenter

Golden Trailer za 2005. 
- Nagrade: najbolji horor

MTV Movie Award za 2005.
- Nagrada: najbolja prestrašena izvedba Jennifer Carpenter
- Nominacije: najbolja prodorna izvedba Jennifer Carpenter

## Druge zanimljivosti
Njemački redatelj Hans-Christian Schmid je izdao svoje viđenje priče o Annaliese Michel u obliku filma zvanog Requiem. Njegov film je ostao bliži onome što većina ljudi smatra normalnim događajima. Naposljetku, potrebno je još napomenuti kako je film Requiem po žanru drama.

## Vanjske poveznice
- Egzorcizam Emily Rose u internetskoj bazi filmova IMDb-a
- Egzorcizam Emily Rose  Arhivirana inačica izvorne stranice od 23. ožujka 2008. (Wayback Machine) na Metacriticu
- Egzorcizam Emily Rose na Rotten Tomatoes-u